# 籌安會
籌安會，是1915年楊度、孫毓筠、嚴復、劉師培、李燮和、胡瑛等六人成立的一個政治團體。其支持當時的中華民國大總統袁世凱，公開支持恢復帝制，實行君主立憲。

## 历史
1915年8月14日，楊度聯通孫毓筠、李燮和、胡瑛、劉師培及嚴復，聯名發起成立“籌安會”，此六人被稱為“籌安會六君子”。楊度親撰籌安會宣言公開發表，大聲疾呼道：
我等身為中國人民，國家之存亡，即為身家之生死，豈忍苟安漠視、坐待其亡？用特糾集同志，組成此會，以籌一國之安。
他們的宣言書是這樣寫的：
“我國辛亥革命之時，國中人民，激於情感，但除種族之障礙，未計政治之進行。倉猝之中，創立共和國體；於國情之適否，不及三思。一議既倡，莫敢非難；深識之士，雖明知隱患方長，而不得不委曲附從，以免一時危亡之禍。故清室遜位，民國創始，絕續之際，以至臨時政府、正式政府遞嬗之交，國家所歷之危險，人民所感之困苦，舉國上下，皆能言之。長此不國，禍將無已。”
“近者南美中美二洲共和各國，如巴西、阿根廷、秘魯、智利、猶魯衛、芬尼什拉等，莫不始於黨爭，終成戰禍。葡萄牙近改共和，亦釀大亂。其最擾者，莫如墨西哥：自爹亞士遜位之後，干戈迄無寧歲，各黨黨魁，擁兵互競，勝則據土，敗則焚城；劫掠屠戮，無所不至；卒至五總統並立，陷國家於無政府之慘象。我國亦東方新造之共和國，以彼例我，豈非前車之鑒乎？”
“美國者，世界共和之先達也。美人之大政治學者古德諾博士即言，世界國體，君主實較民主為優，而中國則尤不能不用君主國體。此義非獨古博士言之也；各國明達之士，論者已多。而古博士以共和國民，而論共和政治之得失，自為深切明著；乃亦謂中美情殊，不可強為移植。”
“彼外人軫念吾國者，且不惜大聲疾呼，以為吾民忠告；而吾國人士，乃反委心任運，不思為根本解決之謀，甚或明知國勢之危，而以一身毀譽利害所關，瞻顧徘徊，憚於發議，將愛國之謂何？國民義務之謂何？我等身為中國人，國家之存亡，即為身家之生死，豈忍苟安默視、坐待其亡？用特糾集同志，組成此會，以籌一國之治安。將於國勢之前途，及共和之利害，各攄所見，以盡切磋之義，並以貢獻於國民。國中遠識之士，鑒其愚誠，惠然肯來，共相商榷，中國幸甚。發起人楊度、孫毓筠、嚴復、劉師培、李燮和、胡瑛。”
“凡願充本會會員者，須由發起二人以上之介紹。”
“本會事務所暫設石驸马大街東口路南”
後來又發表第二次宣言：
「中國而行前日之真共和，不是以求治，中國而行今日之偽共和，更不足以求治。計惟有去偽共和而行真君憲，乃能名實相符，表裡如一……憲法之條文、議員之筆舌，槍炮一鳴，概歸無效，所謂民選，實為兵選。我國撥亂之法莫如廢民主而立君主；求治之法，莫如廢民主專制而行君主立憲。」
8月15日，湖南人賀振雄因反對籌安會成立，到肅政廳上書，求代呈大總統，肅政廳以無保證人，擱置不理。此後肅政廳、內務部陸續收到類同呈文，袁政府飭令警察廳嚴密保護該會及發起人。不久李誨，稟總檢察廳，請治楊度六人內亂罪，亦不了了之。
8月21日籌安會發啓事、會員通告各一則及簡章一份，等不了開會員大會，便匆匆宣告成立。23日，以《宣言書》通告各省長官及商會，24日，電請各省及商會派員到北京加入討論。此後各省紛紛報名派員到北京商討，如吉林巡按使王揖唐便派烏澤聲、史啓藩二人參與。湖南、吉林、湖北、安徽、南京等處，亦相繼組織分會，廣東分會則取名「集思廣益會」。
籌安會鼓吹恢復帝制和君主立憲，楊度更在報章上發表《君憲救國論》上中下三篇，說道：「若中國人民，程度甚低……故一言以蔽之曰：『中國之共和，非專制不能治也。』……中國將來競爭大總統之戰亂，不知已於何時……故非先除此競爭元首之弊，國家永無安寧之日，計惟有易大總統爲君主，使一國元首立於絕對不可競爭之地位，庶幾足以止亂。」並稱袁世凱為“當時全民有權威有聲望之人，未有敢冒言其非者”，袁世凱閱後，贊賞不已。梁启超、汪凤瀛、徐佛苏等亦在报刊上发表反对的文章。
10月16日，改名憲政協進會。
1916年6月6日，袁世凱病死，7日，黎元洪繼任大總統，各方漸有懲辦禍首的要求，籌安會六君子及被稱「七凶」的梁士詒、朱启钤、段芝貴、周自齊、張鎮芳、雷震春、袁乃寬等（合稱「十三太保」），成眾矢之的，7月14日，發佈大總統命令，只懲辦楊、孫、梁、朱、周及顾鰲、夏寿田、薛大可八人，但八人早已避匿他處。